# Ustawa o szkołach akademickich
Ustawa o szkołach akademickich – polska regulacja prawna z 1933 r. ustanawiająca kształt ustroju szkolnictwa wyższego w okresie międzywojennym.
Celem ustawy było zorganizowanie kształcenia na zasadzie wolności nauki i nauczania. Zadaniem szkoły było prowadzenie pracy badawczej i twórczej oraz wdrażanie do samodzielnych badań naukowych.
Ustawa zastąpiła ustawę z 1920 r. o szkołach akademickich.

## Nazwy szkół akademickich
Szkoły akademickie nosiły następujące nazwy:
- uniwersytety,
- wszechnice,
- politechniki,
- akademie,
- szkoły główne.

Nazw tych nie wolni było używać szkołom nieakademickim.

## Państwowe szkoły akademickie
Państwowymi szkołami akademickimi były:
- Uniwersytet Jagielloński w Krakowie
- Uniwersytet Stefana Batorego w Wilnie
- Uniwersytet Jana Kazimierza we Lwowie
- Uniwersytet Warszawski
- Uniwersytet Poznański
- Politechnika Lwowska
- Politechnika Warszawska
- Szkoła Główna Gospodarstwa Wiejskiego w Warszawie
- Akademia Medycyny Weterynaryjnej we Lwowie
- Akademia Górniczo-Hutnicza w Krakowie
- Akademia Sztuk Pięknych w Krakowie (od 14 stycznia 1925[3])
- Akademia Sztuk Pięknych w Warszawie
- Akademia Stomatologiczna w Warszawie

## Prywatne szkoły akademickie
Prywatnymi szkołami akademickimi były:
- Szkoła Główna Handlowa w Warszawie
- Katolicki Uniwersytet Lubelski w Lublinie
- Wolna Wszechnica Polska w Warszawie

Szkoła Główna Handlowa w Warszawie na mocy ustawy z 1933 r. nabyła pełne prawa państwowych szkół akademickich.

## Władze akademickie
Władze akademickie składały się z:
- zebrania ogólnego profesorów,
- senatu akademickiego,
- rektora,
- prorektora,
- rady wydziałowej,
- dziekana.

### Zebranie ogólne profesorów
Zebranie ogólne profesorów składało się z członków rad wydziałów. Rektor zwoływał i przewodniczył obradom.
Do zadań zebrania ogólnego profesorów należało:
- uchwalanie statutu szkoły,
- uchwalanie regulaminu szkoły,
- określanie programu nauczania i zagadnień wychowawczych,
- przyjęcia planu działalności szkoły,
- przyjęcie sprawozdania rocznego rektora.

### Senat akademicki
Senat akademicki oznaczał naczelną i kolegialną władzę szkoły w sprawach naukowych, gospodarczych i administracyjnych. Do senatu należała troska o zdrowie moralne i należyte warunki bytu materialnego młodzieży.
W skład senatu wchodzili:
- rektor,
- prorektor,
- dziekani,
- inni członkowie, których liczbę i sposób wyboru ustał statut szkoły.

Rektor zwoływał i przewodniczył posiedzeniom senatu.

### Rektor
Urząd rektora stanowił najwyższą godność w szkole. Rektor był przedstawicielem szkoły na zewnątrz oraz wykonawcą uchwał senatu. Ponadto był przełożonym grona nauczycielskiego, zwierzchnikiem pomocniczych pracowników naukowych oraz urzędników i niższych funkcjonariuszy szkoły.
Rektorowi przysługiwał tytuł Magnificencji.
Rektora wybierano spośród profesorów zwyczajnych na okres trzech lat. Wybór dokonywano poprzez zebranie delegatów wydziałów zwykłą większością głosów.
Wybór rektora podlegał zatwierdzeniu przez Prezydenta Rzeczypospolitej na wniosek Ministra Wyznań Religijnych i Oświecenia Publicznego.

### Prorektor
Zastępcą rektora był prorektor, którego wybierano spośród grona profesorów zwyczajnych i nadzwyczajnych na okres trzech lat. Wybór prorektora odbywał się w innym roku akademickim niż wybór rektora i podlegał zatwierdzeniu przez Ministra Wyznań Religijnych i Oświecenia Publicznego.

### Rada wydziałowa
Rada wydziałowa powoływana była do załatwiania wszelkich spraw dotyczących nauki i nauczania na danym wydziale.
Rada wydziałowa udzielała opinii naukowych w zakresie wydziału i była zobowiązana udzielić opinii w przypadkach, gdy zażądał jej Minister Wyznań Religijnych i Oświecenia Publicznego.
Radę wydziałową zwoływał i przewodniczył jej obradom dziekan.
W skład rady wydziałowej wchodzili profesorowie zwyczajni, nadzwyczajni i delegaci docentów wydziału. Sposób wyboru delegatów ustalał statut szkoły. Delegaci docentów mieli na posiedzeniach rady wydziałowej taki sam głos, jak inni członkowie rady.

### Dziekan
Dziekan był władzą zarządzającą wydziałem i jego przedstawicielem. Ponadto był przewodniczącym i wykonawcą uchwał rady wydziałowej oraz przełożonym pomocniczych pracowników naukowych, urzędników oraz funkcjonariuszy wydziału. Dziekan załatwiał sprawy gospodarcze i administracyjne wydziału. Czuwał nad należytym przebiegiem spraw, jak też nad prawidłowym przebiegiem studiów i egzaminów. Z działalności wydziału dziekan składał radzie wydziałowej sprawozdanie.
Rada wydziału wybierała dziekana zwykłą większością głosów na okres roku. Wybór dokonywano spośród profesorów zwyczajnych i nadzwyczajnych.
Ustępujący dziekan mógł być wybrany ponownie.
Zastępcą dziekana, jako prodziekan, był dziekan ustępujący.

## Słuchacze szkół akademickich
Słuchacze szkół akademickich dzieliły się na następujące kategorie:
- studenci – osoby, które zostały przyjęte na studia, zgodnie z postanowieniami ustawy o ustroju szkolnictwa,
- wolni słuchacze – osoby dopuszczone do studiów w ramach ogólnego porządku studiów, mimo braku warunków wymaganych od studentów lub nie ubiegających się o zaliczenie ich w poczet studentów,
- doktoranci – osoby, posiadające niższy stopień naukowy, ubiegające się o doktorat.

## Prywatne szkoły akademickie
Prywatne szkoły akademickie mogły otrzymywać w drodze ustawy pełne lub niektóre prawa państwowych szkół akademickich, o ile:
- były należycie wyposażone,
- posiadały dostateczną liczbę wykładających o odpowiednich kwalifikacjach naukowych,
- poziom studiów i programów naukowych odpowiadał poziomowi szkół akademickich,
- przy przyjmowaniu w poczet studentów stosowano te same wymogi, jakie stawiano w szkołach państwowych.

Minister Wyznań Religijnych i Oświecenia Publicznego mógł udzielać prywatnej szkole akademickiej – w drodze rozporządzenia – prawa nadawania niższych stopni naukowych.
Powoływanie nauczycieli akademickich i nieakademickich szkół prywatnych wymagało zatwierdzenia przez Ministra Wyznań Religijnych i Oświecenia Publicznego.
Minister Wyznań Religijnych i Oświecenia Publicznego miał prawo zawieszać przyznane szkole prywatnej prawa w całości lub w części, jeżeli szkoła nie stosowała się do obowiązujących przepisów oraz swego statutu.